# Musikåret 1927

## Händelser

### Februari
- Februari – Tyska skivmärket Odeon börjar med elektriska inspelningar.[1]
- 6 oktober – Musikalfilmen Jazzsångaren har biopremiär i USA.
- 25 november – 11-årige violinisten Yehudi Menuhin får lysande kritik efter konsert i Carnegie Hall i New York [2].
- 27 december – Musikalen Teaterbåten har urpremiär på Ziegfeld Theatre i New York, USA.

### Okänt datum
- Svensk-tyska skivmärket Ekophon ersätts i början av året av Parlophon.[3]

## Årets singlar och hitlåtar
Vänligen sortera soloartister på efternamn, musikgrupper på förstabokstaven (utan engelskans "The" och "A")
- Singin' the Blues med Frank Trumbauers orkester inkluderande kornettisten Bix Beiderbecke; ansedd som en av 20-talsjazzens största klassiker och som det kanske första exemplet på en jazzballad.
- Lyssnar du till mig ikväll, lilla mor?, Sven-Olof Sandberg

## Årets sångböcker och psalmböcker
- Evert Taube – Kärleksvisor och sjöballader [4]

## Födda
- 17 januari – Eartha Kitt, amerikansk sångare och skådespelare.
- 25 januari – Antonio Carlos Jobim, brasiliansk sångare och kompositör.
- 2 februari – Stan Getz, amerikansk jazzmusiker (saxofon).
- 3 februari – Leppe Sundevall, svensk jazzmusiker (trumpet).
- 10 februari – Leontyne Price, amerikansk operasångare (sopran).
- 17 mars – Maurice Karkoff, svensk tonsättare, pianopedagog och musikkritiker.
- 18 mars – John Kander, amerikansk kompositör.
- 27 mars – Mstislav Rostropovitj, rysk cellist och dirigent.
- 6 april – Gerry Mulligan, amerikansk jazzmusiker, kompositör och arrangör.
- 7 maj – Elisabeth Söderström, svensk operasångare (sopran).
- 1 juli – Hans Eklund, svensk tonsättare.
- 5 augusti – Gunnar Bucht, svensk tonsättare och musikpedagog.
- 20 september – Red Mitchell, amerikansk jazzmusiker (kontrabasist och sångare).
- 29 september – Rune Gnestadius ('Gnesta-Kalle'), svensk radio-, TV-producent, programledare, musiker (dragspel) och kapellmästare.
- 13 oktober – Lee Konitz, amerikansk jazzsaxofonist.
- 18 november – Hank Ballard, amerikansk sångare.
- 3 december – Andy Williams, amerikansk sångare och underhållningsartist.
- 7 december – Leo Berlin, finländsk-svensk violinist.
- 25 december – Ram Narayan, indisk sarangispelare.

## Avlidna
- 27 januari – Carl Axel Strindberg, 81, svensk kompositör och musiker (cello och piano).
- 10 februari – Laura Netzel, 87, svensk tonsättare, pianist och dirigent.
- 18 april – Gerda Fleetwood, 54, svensk sångare, sångpedagog och tonsättare.
- 27 maj – J. Alfred Tanner, 43, finsk sångare och sångtextförfattare
- 1 oktober – Wilhelm Harteveld, 68, svensk tonsättare.
- 20 november – Wilhelm Stenhammar, 56, svensk tonsättare, pianist och dirigent
- 24 december – Helmer Alexandersson, 41, svensk tonsättare och violinist.

### Fotnoter
1. ↑  ”78:or & film”. Arkiverad från originalet den 31 mars 2019. https://web.archive.org/web/20190331103323/http://musiknostalgi.atspace.cc/odeon.htm. Läst 3 juni 2011.
2. ↑  100 år med Aftonbladet – 1927, 1999
3. ↑  ”78:or & film”. Arkiverad från originalet den 14 maj 2019. https://web.archive.org/web/20190514183722/http://musiknostalgi.atspace.cc/ekophon.htm. Läst 3 juni 2011.
4. ↑  ”Evert Taubes visböcker med innehåll”. http://www.abc.se/~m8169/taube/taubevis.html. Läst 23 mars 2011.